# GEヘルスケア
GEヘルスケア（GE Healthcare、正式社名はGE Healthcare Technologies Inc.）は、アメリカ合衆国・シカゴに本拠を置き、医療機器や医薬品の製造を行う多国籍企業。
ゼネラル・エレクトリックの一部門であったが、2023年1月4日にスピンオフし、NASDAQに株式を上場した。ゼネラル・エレクトリックの株式保有割合は20％となっている。

## 概要
GEヘルスケア社の製品は医療画像処理、情報技術、医療診断、患者監視システム、創薬、バイオ医薬品製造技術など多岐にわたっている。
日本企業の横河電機とはGEヘルスケア・ジャパンを立ち上げている。